# Mossagölen (Bosebo socken, Småland)
Mossagölen är en sjö i Gislaveds kommun i Småland och ingår i Ätrans huvudavrinningsområde. Sjöns area är 0,006 kvadratkilometer och den befinner sig 158 meter över havet.